# All Time Low
All Time Low – rockowy zespół z Baltimore, Maryland w USA utworzony w 2003 roku. Nazwa All Time Low pochodzi ze słów piosenki „Head on Collision” zespołu New Found Glory.
W 2004 roku grupa podpisała kontrakt z Emerald Moon Records. Jeszcze 2004 roku ukazał się pierwszy minialbum formacji zatytułowany The Three Words to Remember in Dealing with the End. W lipcu 2005 roku został wydany debiutancki album grupy pt. The Party Scene. Rok później zespół podpisał kontrakt z wytwórnią Hopeless Records i ponownie nagrali piosenki z ich debiutanckiej płyty wraz z 2 nowymi utworami przeznaczonymi na minialbum pt. Put Up Or Shut Up. We wrześniu 2007 roku ukazał się drugi album studyjny All Time Low pt. So Wrong, It's Right. Nagrania dotarły do 62. miejsca listy Billboard 200 w Stanach Zjednoczonych. W 2009 roku ukazał się trzeci album studyjny zatytułowany Nothing Personal. 25 maja 2010 roku formacja wydała pierwsze wydawnictwo DVD pt. Straight to DVD zawierające koncert z Nowego Jorku, który odbył się 4 grudnia 2009 roku. 7 czerwca 2011 roku został wydany czwarty album studyjny pt. Dirty Work, a 9 października 2012 zespół wydał 5 studyjny album Don't Panic, który w 2013 roku został powiększony i nazwany Don't Panic It's Longer Now.

## Dyskografia
Albumy studyjne
| The Party Scene             | - Data: 19 lipca 2005 - Wydawca: Emerald Moon           | –  | –  | —   |                 |                     |
| So Wrong, It's Right        | - Data: 25 września 2007 - Wydawca: Hopeless Records    | 62 | –  | —   |                 |                     |
| Nothing Personal            | - Data: 7 lipca 2009 - Wydawca: Hopeless Records        | 4  | 22 | 104 | - USA: 63 tys.+ | - UK: srebrna płyta |
| Dirty Work                  | - Data: 7 czerwca 2011 - Wydawca: Interscope Records    | 6  | 13 | 20  |                 |                     |
| Don't Panic                 | - Data: 9 października 2012 - Wydawca: Hopeless Records | 6  | 18 | 9   | - USA: 48 tys.+ |                     |
| Future Hearts               | - Data: 7 kwietnia 2015 - Wydawca: Hopeless Records     | 2  | 3  | 1   | - USA: 80 tys.+ |                     |
| „–” album nie był notowany. |                                                         |    |    |     |                 |                     |

Minialbumy
| The Three Words to Remember in Dealing with the End | - Data: 1 października 2004 - Wydawca: Emerald Moon   | –  | —   |
| Put Up or Shut Up                                   | - Data: 25 lipca 2006 - Wydawca: Hopeless Records     | –  | —   |
| Live from MySpace Secret Shows                      | - Data: 14 sierpnia 2009 - Wydawca: Myspace           | –  | —   |
| Live Session                                        | - Data: 17 listopada 2009 - Wydawca: Hopeless Records | –  | —   |
| MTV Unplugged: All Time Low                         | - Data: 12 stycznia 2010 - Wydawca: Hopeless Records  | 92 | 176 |
| „–” album nie był notowany.                         |                                                       |    |     |

Albumy koncertowe
| Tytuł           | Dane dot. albumu                                 | Pozycja na liście | Pozycja na liście |
| Tytuł           | Dane dot. albumu                                 | USA               | UK                |
| --------------- | ------------------------------------------------ | ----------------- | ----------------- |
| Straight to DVD | - Data: 25 maja 2010 - Wydawca: Hopeless Records | 58                | 126               |

## Nagrody i wyróżnienia
| Rok  | Kategoria               | Tytułem       | Nagroda         | Nota | Źródło |
| ---- | ----------------------- | ------------- | --------------- | ---- | ------ |
| 2011 | Best Live Band          | All Time Low  | Kerrang! Awards | Laur | [ 7 ]  |
| 2013 | Best International Band | All Time Low  | Kerrang! Awards | Laur | [ 8 ]  |
| 2015 | Best International Band | All Time Low  | Kerrang! Awards | Laur | [ 9 ]  |
| 2016 | Best Track              | „Missing You” | Kerrang! Awards | Laur | [ 10 ] |